# Conseil départemental d'Ille-et-Vilaine
Le conseil départemental d'Ille-et-Vilaine est l'assemblée délibérante du département français en Ille-et-Vilaine, collectivité territoriale décentralisée. Son siège se trouve à Rennes.

## Rôle
Le conseil départemental d'Ille-et-Vilaine impulse une action globale de développement économique, social, éducative et culturel en intervenant dans différents secteurs. Chef de file de l'action sociale, il est responsable de la protection maternelle infantile (PMI) et met en œuvre des actions en faveur de la famille et l'enfance. Il est l'interlocuteur unique pour le revenu de solidarité active (RSA), l'insertion professionnelle, les personnes âgées et les personnes handicapées. Ses responsabilités et ses choix d'intervention participent à l'amélioration de la qualité de vie des Bretilliennes et Bretilliens dans différents domaines : infrastructures routières, emploi, économie, habitat, environnement et prévention des risques, éducation, sport, culture, aides aux communes. 

## Organisation

### Assemblée départementale
Le conseil départemental d'Ille-et-Vilaine comprend 54 conseillers départementaux, élus des 27 cantons d'Ille-et-Vilaine.
| Président du Conseil départemental   |       |       |      |                                    |
| Jean-Luc Chenut (PS)                 |       |       |      |                                    |
| Parti                                | Sigle | Sigle | Élus | Groupes                            |
| Majorité (31 sièges)                 |       |       |      |                                    |
| Parti socialiste                     |       | PS    | 11   | Gauche, socialiste et citoyen      |
| Divers gauche                        |       | DVG   | 7    | Gauche, socialiste et citoyen      |
| Parti communiste français            |       | PCF   | 1    | Gauche, socialiste et citoyen      |
| Europe Écologie Les Verts            |       | EELV  | 7    | Écologiste, fédéraliste et citoyen |
| Union démocratique bretonne          |       | UDB   | 1    | Écologiste, fédéraliste et citoyen |
| Parti socialiste                     |       | PS    | 1    | Territoires unis et solidaires     |
| Parti radical                        |       | PRV   | 1    | Territoires unis et solidaires     |
| Sans étiquette                       |       | SE    | 2    | Non-inscrits                       |
| Non-majorité (1 siège)               |       |       |      |                                    |
| Parti radical                        |       | PRV   | 1    | Territoires unis et solidaires     |
| Opposition (22 sièges)               |       |       |      |                                    |
| Divers droite                        |       | DVD   | 14   | Union du centre et de la droite    |
| Les Républicains                     |       | LR    | 4    | Union du centre et de la droite    |
| Union des démocrates et indépendants |       | UDI   | 1    | Union du centre et de la droite    |
| Mouvement démocrate                  |       | MoDem | 1    | Union du centre et de la droite    |
| Agir                                 |       | Agir  | 1    | Union du centre et de la droite    |
| Renaissance                          |       | RE    | 1    | Union du centre et de la droite    |

### Présidence
Le président du conseil départemental d'Ille-et-Vilaine est Jean-Luc Chenut (PS) depuis le 2 avril 2015.
| Période | Période  | Identité                   | Étiquette | Étiquette | Qualité |
| ------- | -------- | -------------------------- | --------- | --------- | --- |
| 1945    | 1947     | Marcel Ménager             |           | MRP       | Représentant Conseiller général de Fougères-Nord (1945 → 1951) |
| 1947    | 1961     | Marcel Rupied              |           | CNIP      | Ancien notaire Conseiller général de Vitré-Ouest (1945 → 1961) Sénateur d'Ille-et-Vilaine (1948 → 1959) Maire de Vitré (1945 → 1961) |
| 1961    | 1964     | Robert de Toulouse-Lautrec |           | CNIP      | Ancien propriétaire-exploitant Conseiller général de Mordelles (1945 → 1964) Maire de Mordelles (1919 → 1965) |
| 1964    | 1965     | Maurice Audrain            |           | CG        | Médecin Conseiller général de Châteaugiron (1951 → 1965) Maire de Noyal-sur-Vilaine (1942 → 1944 et 1945 → 1965) Décédé en fonction |
| 1966    | 1976     | Henri Fréville             |           | MRP → CD  | Professeur d'université Conseiller général de Rennes-V (1973 → 1976) Sénateur d'Ille-et-Vilaine (1971 → 1980) Conseiller général de Rennes-Nord-Est (1958 → 1973) Député de la 1re circonscription d'Ille-et-Vilaine (1958 → 1968) Maire de Rennes (1953 → 1977) |
| 1976    | 1982     | François Le Douarec        |           | UDR → RPR | Avocat Conseiller général de Rennes-I (1979 → 1985) Conseiller général de Rennes-VIII (1973 → 1979) Conseiller général de Rennes-Sud-Ouest (1969 → 1973) Député de la 2e circonscription d'Ille-et-Vilaine (1962 → 1981) |
| 1982    | 2001     | Pierre Méhaignerie         |           | CDS → UDF | Ingénieur du génie rural et des eaux et forêts Ministre de la Justice (1993 → 1995) Député de la 5e circonscription d'Ille-et-Vilaine (1988 → 1993 et 1995 → 2012) Ministre de l'Équipement (1986 → 1988) Ministre de l'Agriculture (1977 → 1981) Maire de Vitré (1977 → 2020) Conseiller général de Vitré-Est (1976 → 2001) Député de la 3e circonscription d'Ille-et-Vilaine (1973 → 1976, 1978 et 1981 → 1986) |
| 2001    | 2004     | Marie-Joseph Bissonnier    |           | UMP       | Chirurgien-dentiste Conseiller général de Plélan-le-Grand (1979 → 2004) Maire de Plélan-le-Grand (1979 → 1995) |
| 2004    | 2015     | Jean-Louis Tourenne        |           | PS        | Principal de collège retraité Sénateur d'Ille-et-Vilaine (2014 → 2020) Président de la CC du Val d'Ille (1994 → 2008) Maire de La Mézière (1983 → 2004) Conseiller général de Hédé (1973 → 2015) |
| 2015    | en cours | Jean-Luc Chenut            |           | PS        | Attaché territorial Conseiller départemental du Rheu (depuis 2015) Conseiller général de Mordelles (2008 → 2015) Vice-président de Rennes Métropole (2008 → 2015) Maire du Rheu (2001 → 2015) |

## Vice-présidences
Outre la présidence, l'exécutif comporte 15 vice-présidences. 

### Mandature 2021-2028
|     | Identité                   | Parti | Parti | Délégation                                                                                               | Canton           |
| --- | -------------------------- | ----- | ----- | --- | ---------------- |
| 1re | Anne-Françoise Courteille  |       | PS    | Protection de l'enfance et prévention                                                                    | Montfort-sur-Meu |
| 2e  | Nicolas Perrin             |       | EÉLV  | Numérique responsable, intelligence artificielle, transition bas carbone et innovation dans ces domaines | Rennes-3         |
| 3e  | Christophe Martins         |       | PR    | | Montfort-sur-Meu |
| 4e  | Armelle Billard            |       | PS    | Personnes âgées et handicap                                                                              | Rheu             |
| 5e  | Ludovic Coulombel (d)      |       | PS    | Habitat                                                                                                  | Melesse          |
| 6e  | Caroline Roger-Moigneu (d) |       | EÉLV  | Insertion, lutte contre la pauvreté et gens du voyage                                                    | Rennes-5         |
| 7e  | Laurence Roux              |       | DVG   | Ressources humaines, dialogue social et moyens généraux                                                  | Bain-de-Bretagne |
| 8e  | Emmanuelle Rousset         |       | PS    | Solidarité territoriale, contractualisation et économie sociale et solidaire                             | Rennes-1         |
| 9e  | Stéphane Lenfant           |       | PS    | Transition écologique, agriculture et foncier                                                            | Châteaugiron     |
| 10e | Jeanne Larue               |       | DVG   | Éducation                                                                                                | Rennes-3         |
| 11e | Yann Soulabaille           |       | EÉLV  | Biodiversité, espaces naturels sensibles et eau                                                          | Rennes-4         |
| 12e | Gaëlle Mestries            |       | DVG   | Jeunesse et vie associative                                                                              | Melesse          |
| 13e | Denez Marchand             |       | UDB   | Culture, promotion des langues de Bretagne et lecture publique                                           | Rennes-2         |
| 14e | Cécile Bouton              |       | PCF   | Citoyenneté, démocratie participative et relation à l'usager du service public départemental             | Bruz             |
| 15e | Roger Morazin              |       | PS    | Sport | Guichen          |

## Budget
Le conseil général d'Ille-et-Vilaine a en 2007 un budget de 813 millions d'euros.
| Année | Budget primitif en millions d'euros | Budget en millions d'euros | Variation (année-1) |
| ----- | ----------------------------------- | -------------------------- | ------------------- |
| 2005  | 715,0                               |                            |                     |
| 2006  |                                     |                            |                     |
| 2007  |                                     | 813,0                      |                     |
| 2008  | 880,0                               |                            |                     |
| 2009  | 913,9                               |                            |                     |
| 2010  | 914,0                               |                            |                     |
| 2011  | 929,5                               |                            |                     |
| 2012  | 947,0                               |                            |                     |
| 2013  | 956,4                               |                            |                     |
| 2014  | 982,4                               |                            |                     |
| 2015  | 1 024                               |                            |                     |
| 2016  | 1 047                               |                            |                     |
| 2017  | 1 058                               |                            |                     |
| 2018  | 1 053                               |                            |                     |
| 2019  | 1 091                               |                            |                     |

## Identité visuelle
Créé en 1986, le logotype du conseil général d'Ille-et-Vilaine est formé par la silhouette très stylisée de la Bretagne en noir (couleur régionale) avec un gros disque rouge symbolisant l'emplacement géographique du département dans la région.
En 2008, l'assemblée départementale a modifié son logo. Retravaillé par l'agence de communication Euro RSCG, le nouveau dessin du logo présente davantage de fluidité, de mouvement et de relief dans ses lignes. Les évolutions les plus marquantes sont :
- Une plus grande place au territoire Ille-et-Vilaine
- Des lignes simplifiées, dynamiques, pour marquer les contours de la Bretagne
- Un effet 3D pour marquer la modernité
- Dans l'écriture « Ille-et-Vilaine », une esperluette stylisée surmontée d'une hermine qui marque l'attachement à la Bretagne.
- Le nom du territoire « Ille-et-Vilaine » est mis en valeur et placé avant celui de l'institution,
- L'institution choisit d'apparaître sous l'appellation « Département », au lieu de « Conseil général », terme qui désigne l'assemblée élue.

Ancien logotype (1986-2008)
Nouveau logotype depuis 2008